# 中非研究所
中非研究所（英語：China Africa Research Initiative，简称CARI）坐落于美国华盛顿特区，是约翰斯·霍普金斯大学保罗·尼采高级国际研究学院（SAIS）于2014年设立的研究所，致力于研究中国与非洲各国的政治、经济合作关系，定期出版论文。SAIS中非研究所定期发表政策简报，深入分析中国与非洲国家合作方面的各个议题。这些政策简报被各大主流媒体和学术著作引用。
中非研究所由约翰斯·霍普金斯大学高级国际关系学院教授黛波拉·布罗蒂加姆博士设立，她著有《非洲将供养中国吗？》(2015)、《龙的礼物：中国在非洲的真实故事》(2009)。

## 研究经费

### 现有经费
SAIS中非研究所接受纽约卡耐基基金会的经费支持开发中国对非洲金融投资数据库、SAIS中非研究所网站、发表政策简报与论文、举办会议以及成立中非研究所奖学金项目。SAIS中非研究所同时接受英国国际发展部和英国经济与社会研究理事会的资助，进行"关于中国投资在非洲制造业、农业及建设工程行业中的技术转移等溢出效应的实证研究”。

### 曾获经费
- 史密斯·理查德森基金会
- 经济政策研究中心
- 英国国际发展部
- 低收入国家私营企业发展

## 研究课题
SAIS中非研究所的研究课题包括：中国对非洲的农业投资；中国融资建设非洲水电站；非洲工业中的雁行理论模型；中国对非洲国家贷款；中国对外直接投资与非洲结构转型。SAIS中非研究所致力于实证研究，力图通过高质量数据收集、实地考察、会议研究与多方协作揭示中国与非洲国家的真实合作关系。